# Isla James (Südliche Shetlandinseln)
Die Isla James (spanisch) ist eine kleine Insel im Archipel der Südlichen Shetlandinseln. Sie liegt unmittelbar südöstlich von Smith Island.
Argentinische Wissenschaftler benannten sie vermutlich nach Kap James, dem Südkap von Smith Island.